# Улично-дорожная сеть
У́лично-доро́жная сеть (УДС) — часть инфраструктуры поселений, городской или сельской местности, представляющая собой совокупность многократно используемых и целенаправленно созданных при участии человека ограниченных по ширине линейных, плоскостных и разноуровневых объектов капитального строительства вне зданий и строений (улиц и дорог различных категорий и входящих в их состав объектов дорожно-мостового строительства), которые предназначены для движения транспортных средств и (или) людей (пешеходов, там, где применимо — и приравненных к ним велосипедистов и пользователей средств индивидуальной мобильности) по поверхности или внутри этих объектов, а также для размещения в них (на них) транспортных средств. УДС является основой планировочной структуры поселений, проектируется с учётом перспективного роста интенсивности движения и обеспечения возможности прокладки инженерных коммуникаций.
Применительно к поселениям УДС — комплекс объектов транспортной инфраструктуры, являющихся частью территории поселений и городских округов, ограниченной красными линиями и предназначенной для движения транспортных средств и пешеходов, упорядочения застройки и прокладки инженерных коммуникаций (при соответствующем технико-экономическом обосновании), а также обеспечения транспортных и пешеходных связей территорий поселений и городских округов как составной части их путей сообщения; представляет собой взаимосвязанную систему городских улиц и автомобильных дорог, каждая из которых выполняет свою функцию обеспечения движения его участников и функцию доступа к начальным и конечным точкам движения (объектам тяготения). В границах УДС размещаются конструктивные элементы, включая дорожное полотно проезжей части, транспортные площади, разделительные полосы, пути трамвая и лёгкого рельсового транспорта, защитные сооружения (озеленение, ограждения), технические средства организации дорожного движения; опоры контактных сетей городского наземного электротранспорта; тротуары, пешеходные переходы вне проезжей части улиц; остановочные пункты городского общественного пассажирского транспорта; объекты, предназначенные для освещения; разворотные и отстойно-разворотные площадки наземного общественного пассажирского транспорта и иные подобные устройства и сооружения. Часть объектов УДС предназначена для движения городского пассажирского транспорта, включая наземный городской пассажирский транспорт (НГПТ): автобусы, троллейбусы, электробусы, трамваи, маршрутные такси.
УДС связывает объекты инфраструктуры (здания, строения, сооружения, домовладения, земельные участки, территории населённых пунктов или организаций) и географические объекты одного и того же или разных административно-территориальных образований (административно-территориальных единиц), в том числе расположенных в разных государствах (обобщающие понятия «УДС государства», «УДС группы смежных государств», «УДС континента», «УДС Земли»). В населённых пунктах УДС чаще всего возникает в процессе застройки и реконструкции, вне населённых пунктов — при освоении территории и прокладке новых автомобильных и железных дорог. Основной причиной исчезновения УДС является прекращение хозяйственного использования территории, в населённых пунктах, кроме того, объекты УДС ликвидируются или меняют свой облик в ходе реконструкции.
Большинство объектов УДС имеют названия (чаще всего — официальные, но наряду с ними или вместо них могут использоваться и неофициальные), некоторые объекты УДС (например, проектируемые проезды) — только условные номера или индексы. В качестве обобщённого названия объектов УДС, как правило, используются слова «дороги», «улицы» и «проезды» (для обозначения объектов УДС в промзонах и объектов УДС, связывающих различные населённые пункты, чаще используется понятие «дороги»).
Основные понятия, связанные с автомобильными дорогами и дорожной деятельностью в Российской Федерации, определены в Федеральном законе Российской Федерации.
Состав УДС и перечень объектов, которые не являются объектами УДС
К улично-дорожной сети (УДС) относятся следующие категории объектов:
- линейные объекты:
  - улицы, проспекты, проезды (включая «номерные» и проектируемые проезды), шоссе, тракты, авеню, линии, переулки, тупики, взвозы, съезды, раскаты, подъёмы и спуски, набережные, бульвары;
  - выделенные пешеходные, велосипедные, велопешеходные дорожки;
  - парковые дороги, просеки, аллеи;
  - прочие дороги, специально организованные тропы;
  - рукотворные судоходные каналы;
  - места примыкания и пересечения линейных объектов УДС (перекрёстки, развилки и аналогичные им так называемые точки УДС), места размещения условно точечных неподвижных объектов инфраструктуры, связанных с движением транспортных средств и (или) людей (места размещения остановочных павильонов, столбов, осветительных приборов, стационарных приборов фиксации дорожной обстановки, светофорных объектов, лестниц, эвакуационных выходов и т. п.);
  - переезды на одном уровне (например, наземные переходы и настилы), паромные переправы;
  - перевалы (только на дорогах и тропах), броды (только на дорогах и тропах), канатные дороги и пассажирские (грузопассажирские) подъёмники вне зданий и строений;
- плоскостные объекты:
  - площади;
  - площадки для движения транспортных средств и (или) людей вне зданий и строений (включая разворотные и отстойно-разворотные площадки транспортных средств, площадки для парковки транспортных средств, посадочные площадки для самолётов и вертолётов, аэропорты и аэродромы);
  - территории населённых пунктов или организаций;
- разноуровневые объекты: мосты (включая подвесные), путепроводы и эстакады, тоннели, развязки, переходы на разных уровнях (подземные, надземные) вне зданий и строений.

К УДС не относятся следующие виды объектов:
- стихийные тропы (след от однократного прохождения человека или группы людей, колея от однократного прохождения транспортных средств) и декоративные (не предназначенные для движения по ним) тропинки;
- водные объекты (кроме рукотворных судоходных каналов), элементы рельефа (холмы, ямы, овраги, балки и т. п.), собственно экотопы (леса, тундры, степи, пустыни, горы, луга, болота, пустоши, вырубки, поляны, опушки и т. п.), зелёные насаждения, озеленённые и особо охраняемые природные территории в черте поселений (лесопарки, парки, скверы, дендропарки, лугопарки и т. п.);
- географические объекты естественного (природного) происхождения и географические объекты, не предназначенные для движения транспортных средств и (или) людей;
- части примыканий и перекрёстков (полосы разгона и торможения, закругления), малозначительные въезды в здания, строения, отдельные домовладения и дворы, соответственно выезды из них;
- элементы инфраструктуры, не предназначенные для движения транспортных средств и (или) людей (здания и строения (например, собственно дома и гаражи), собственно несущие и ограждающие конструкции объектов УДС, дорожная разметка, знаки, элементы связи и навигации, площадки только для занятий физкультурой и спортом, танцев, проведения массовых мероприятий и (или) религиозных обрядов, для мойки и обслуживания транспортных средств, для выгула и дрессировки домашних животных, контейнерные площадки и т. п.);
- элементы инфраструктуры, не пригодные ни в какое время года для движения транспортных средств и (или) людей без специального снаряжения и (или) специальной подготовки (например, горнолыжные трассы и склоны, броды на болотах);
- элементы инфраструктуры железнодорожного и иного рельсового, электрического и водного транспорта (линии и станции метрополитена, монорельса, скоростного трамвая и метротрама, вокзалы, депо, трамвайные и троллейбусные парки, станции, платформы и остановочные пункты, пристани, причалы, затоны и т. п.);
- шлюзы, дамбы и плотины, по которым не разрешено движение посторонних лиц и транспортных средств, временные и технические несудоходные каналы, русла пересыхающих (пропадающих, высохших, засыпанных, убранных в коллектор и т. п.) водных объектов;
- собственно транспортные средства и люди, элементы системы управления дорожным движением и объектами транспортной инфраструктуры (светофорные объекты, системы фиксации дорожной обстановки, эвакуационные выходы, вентиляционные шахты и т. п.);
- макеты и модели объектов УДС.

Некоторые объекты (например, временные, недостроенные или частично разрушенные (недействующие, разобранные, заросшие, осыпавшиеся и т. п.) дороги, мосты и тоннели, километровые участки автомобильных дорог (в т. ч. кольцевых) и трасс федерального (общегосударственного) значения, дороги специального назначения (зимники, лесовозные, лыжни, санные трассы и конькобежные маршруты), полевые, луговые, лесные грунтовые дороги, горные тропы, тропинки) могут как считаться, так и не считаться объектами УДС, в зависимости от цели рассмотрения.
Классификация улиц и дорог населённых мест в России
В России улицы и дороги населённых мест в зависимости от их назначения и транспортно-эксплуатационной характеристики движения подразделяют на следующие категории в соответствии со сводом правил СП 42.13330.2016 «Градостроительство. Планировка и застройка городских и сельских поселений. Актуализированная редакция СНиП 2.07.01-89* (с Изменениями N 1, 2)»:
- магистральная сеть улиц и дорог:
  - магистральные городские дороги (1 класса — скоростного движения, 2 класса — регулируемого движения);
  - магистральные улицы общегородского значения (1 класса — непрерывного движения, 2 и 3 класса — регулируемого движения);
  - магистральные улицы районного значения;
- местная сеть улиц и дорог:
  - улицы в зонах жилой застройки;
  - улицы в общественно-деловых и торговых зонах;
  - улицы и дороги в производственных зонах.

В составе УДС городских поселений выделяются главные улицы города, являющиеся основой архитектурно-планировочного построения общегородского центра. В исторических городах следует предусматривать исключение или сокращение объёмов движения наземного транспорта через территорию исторического ядра общегородского центра.
Принципы планирования развития УДС городов и населённых пунктов
Планирование развития УДС городов и населённых пунктов, а также размещения городских улиц и дорог должно осуществляться на основании нормативов градостроительного проектирования, правил землепользования и застройки, градостроительных регламентов, видов разрешённого использования земельных участков и объектов капитального строительства, градостроительных планов земельных участков и исходя из размещения элементов планировочной структуры (кварталов, микрорайонов, иных элементов).
УДС населённых пунктов следует формировать в виде непрерывной иерархически построенной системы улиц, городских дорог и других её элементов с учётом функционального назначения улиц и дорог, интенсивности транспортного, велосипедного, пешеходного и прочих видов движения, архитектурно-планировочной организации территории и характера застройки.
К планировочной структуре УДС предъявляется ряд требований.
1. Рациональное размещение различных функциональных городских зон и обеспечение кратчайших связей между отдельными функциональными районами города. В пределах большого города время, затрачиваемое жителями на проезд от места жительства (спальных районов) до места работы (промышленных и административных районов), не должно превышать 45 – 60 мин.
2. Обеспечение необходимой пропускной способности магистралей и транспортных узлов с разделением движения по скоростям и видам транспорта.
3. Возможность перераспределения транспортных потоков при временных затруднениях на отдельных направлениях и участках.
4. Обеспечение удобных подъездов к объектам внешнего транспорта (аэропортам, автовокзалам, железнодорожным, речным, морским вокзалам и т. п.) и выездов на загородные автомобильные дороги.
5. Обеспечение безопасного движения транспорта и пешеходов.

Планировочная структура городов складывается с учётом природных условий: рельефа местности, наличия водотоков и климата. Так, например, в северных городах создаётся сеть улиц, расположенных по направлению господствующих ветров в зимнее время года, обеспечивающих перенос большей части снега через территорию города. В городах, расположенных на косогоре, создаётся сеть улиц, направленных сверху вниз, – происходит проветривание города: смог переноситься вниз в долину.
Планировочные структуры УДС города
- Свободная схема характерна для старых городов с неупорядоченной УДС (пример – историческая застройка старой части г. Рига, Латвия). Для неё свойственны узкие, изогнутые в плане улицы с частыми пересечениями, являющиеся серьёзным препятствием для организации движения городского транспорта.
- Радиальная схема встречается в небольших старых городах, которые развивались как торговые центры. Обеспечивает кратчайшие связи периферийных районов с центром. Она типична и для сети автомобильных дорог, развивающейся вокруг центра города. Главными недостатками такой схемы являются перегруженность центра транзитным движением и затруднённость сообщения между периферийными районами.
- Радиально-кольцевая схема представляет усовершенствованную радиальную схему с добавлением кольцевых магистралей, которые снимают часть нагрузки с центральной части и обеспечивают связь между периферийными районами в обход центрального транспортного узла. Характерна для крупных исторически сложившихся городов. В процессе развития города внегородские тракты, сходившиеся в центральном узле, превращаются в радиальные магистрали, а кольцевые магистрали возникают по трассам разобранных крепостных стен и валов, концентрически опоясывавших ранее отдельные части города. Классический пример – Москва. Разновидностью радиально-кольцевой схемы для городов (частей городов), с одной стороны ограниченных естественной преградой (рекой, горным хребтом и т. п.), является веерная схема УДС. Классический пример – Кострома.
- Треугольная схема не получила большого распространения, так как острые углы, образуемые в пунктах пересечения элементов УДС, создают значительные трудности и неудобства при освоении и застройке участков. Кроме того, треугольная схема не обеспечивает удобных транспортных связей даже в наиболее активных направлениях. Элементы треугольной схемы можно встретить в старых районах Лондона, Парижа, Берна и других городов.
- Прямоугольная схема получила весьма широкое распространение. Характерна для центральных частей молодых городов (Одесса, Ростов-на-Дону, Красноярск), развивавшихся по заранее разработанным планам. Имеет такие преимущества перед другими планировочными структурами:
  - удобство и лёгкость ориентирования в процессе движения;
  - значительная пропускная способность благодаря наличию магистралей-дублёров, рассредоточивающих транспортные потоки;
  - отсутствие перегрузки центрального транспортного узла.
  - Недостатком является значительная удалённость противоположно расположенных периферийных районов. В этих случаях вместо движения по гипотенузе транспортный поток направляется по двум катетам.
- Прямоугольно-диагональная схема является развитием прямоугольной схемы. Обеспечивает кратчайшие связи в наиболее востребованных направлениях. Сохраняя достоинства чисто прямоугольной схемы, освобождает её от основного недостатка. Диагональные магистрали упрощают связи периферийных районов между собой и с центром. Классический пример – г. Детройт, США.
- Недостаток – наличие транспортных узлов со многими входящими улицами (взаимно перпендикулярные магистрали и диагональная).
- Комбинированная схема сохраняет достоинства одних схем и устраняет недостатки других. Характерна для крупных и крупнейших исторически сложившихся городов. Представляет собой сочетание названных выше типов схем и, по существу, является наиболее распространённой. Здесь нередко встречаются в центральных зонах свободная, радиальная или радиально-кольцевая структуры, а в новых районах УДС развивается по прямоугольной или прямоугольно-диагональной схеме.

В зависимости от планировочной структуры загрузка центра города различная. Наибольшее количество транспортных связей через центр города имеет радиальная сеть, поскольку активно осуществляются перевозки по лучевым улицам в диаметральном направлении. Радиально-кольцевая схема в значительной степени устраняет этот недостаток, поскольку периферийные маршруты идут по кольцевым улицам в объезд центра. Лишена этого недостатка и прямоугольная схема, позволяющая рассосредоточить транспортные потоки по параллельным улицам.
Основные характеристики УДС
УДС характеризуется следующими основными показателями:
1. Плотность сети улиц и дорог определяется как отношение протяженности дорог к площади территории, км/кв. км. Иногда используется показатель удельной плотности сети, выраженный в кв. км площади проезжей части дорог, делённых на кв. км территории города (кв. км/кв. км). По современным нормам средняя плотность магистральных улиц 2,2 – 2,4 км/кв. км при расстоянии между ними 0,5 – 1,0 км. Рациональное расстояние между магистральными улицами, по которым осуществляется движение общественного транспорта, назначается из условия удобства для жителей города, так чтобы расстояние от наиболее удалённой точки места жительства или работы до остановки не превышало 400 – 500 м. При одном и том же расстоянии между улицами плотность сети при радиально-кольцевой планировочной структуре в 1,5 раза выше, чем при прямоугольной схеме. Высокая плотность сети обеспечивает минимальную длину пешеходных подходов к магистральным улицам, но имеет такие серьёзные недостатки, как высокие капиталовложения в устройство сети и её эксплуатацию, а также низкие скорости движения транспорта из-за частых перекрёстков в одном уровне. Средняя плотность сети улиц в Санкт-Петербурге 4,0 – 5,5 км/кв. км, в том числе плотность сети магистральных улиц и дорог с регулируемым движением – 2,5 – 3,5 км/кв. км, плотность сети городских скоростных дорог и магистралей непрерывного движения – 0,4 км/кв. км. Плотность УДС в Москве – 4,4 км/кв. км. В крупных городах мира плотность УДС больше: в Лондоне – 9,3 км/кв. км, в Нью-Йорке –12,4 км/кв. км, в Париже – 15,0 км/кв. км. Существует зависимость между количеством населения в городе и плотностью УДС. В малых городах (с населением 100 – 250 тыс. жителей) плотность УДС 1,6 – 2,2 км/кв. км, в городах с населением более 2 млн жителей – 2,4 – 3,2 км/кв. км. Чем крупнее город, тем большая плотность УДС и большая протяжённость улиц приходится на одного жителя. В крупных городах России на одного жителя приходится следующее количество площади УДС, кв. м: в Москве – 12, в Санкт-Петербурге – 10, в городах США: Нью-Йорке – 32, Лос-Анджелесе – 105.
2. Показатель непрямолинейности характеризуется величиной коэффициента непрямолинейности, равным отношению фактического пути, который автомобиль проходит по УДС из начальной точки А в конечную точку маршрута Б, к воздушному расстоянию между этими точками. Коэффициент непрямолинейности во многом зависит от планировочной структуры УДС и принятой организации движения (прежде всего объёмов применения одностороннего движения). Коэффициент непрямолинейности изменяется от 1,1 до 1,4. Самый малый коэффициент непрямолинейности имеет радиально-кольцевая схема, самый большой – прямоугольная.
3. Пропускная способность УДС определяется максимальным количеством автомобилей, проходящих через поперечное сечение в единицу времени – час. Пропускная способность УДС зависит от уровня загрузки отдельных магистралей, способа регулировки движения на пересечениях, удельного веса магистралей непрерывного движения, состава транспортного потока, состояния покрытия и других причин. Пропускная способность при одинаковой плотности УДС прямоугольной и прямоугольно-диагональной схем выше других – из-за наличия параллельных улиц-дублёров.
4. Степень сложности пересечений магистралей характеризуется конфигурацией пересечений магистральных улиц. Наиболее рациональным, как показывает опыт, является пересечение двух магистральных улиц под прямым углом. Наличие в узле пяти и более сходящихся направлений значительно осложняет организацию движения, заставляя использовать кольцевые схемы, требующие значительных площадей, или дорогостоящие развязки в разных уровнях. Пересечения магистральных улиц под острым углом также усложняют организацию движения транспорта и пешеходов.
5. Уровень загрузки центрального транспортного узла зависит от планировочной структуры загрузки центра города. Наибольшее количество транспортных связей через центр города имеет радиальная сеть, поскольку активно осуществляются перевозки по лучевым улицам в диаметральном направлении. Радиально-кольцевая схема в значительной степени устраняет этот недостаток, поскольку периферийные потоки осуществляются по кольцевым улицам в объезд центра. Лишена этого недостатка прямоугольная схема, позволяющая рассредоточить транспортные потоки по параллельным улицам.

Литература:
1. Мартяхин, Д.С. Проектирование городских улиц и дорог: учебно-методическое пособие / Д.С. Мартяхин, А.В. Косцов, С.С. Мордвин. – М.: МАДИ, 2018 – 68 с. (УДК 625.73:625.72; ББК 39.311:30.2, М29)[3]
2. Проектирование городских улиц и дорог: учебно-методическое пособие  / сост. В.И. Жуков, С.В. Копылов; под ред. В.И. Жукова. – Электрон. дан. – Красноярск: Сиб. федер. ун-т, 2014 – 80 с.
3. Фишельсон, М.С. Транспортная планировка городов: Учеб. пособие для студ. а.- д. вузов. – М.: Высш. шк., 1985 – 239 с.
4. СП 42.13330.2016 Градостроительство. Планировка и застройка городских и сельских поселений. Актуализированная редакция СНиП 2.07.01-89* (с Изменениями N 1, 2)